# Vojvodina Mantova
Vojvodina Mantova (italijansko Ducato di Mantova) je bilo območje v severni Italiji v poznem srednjem veku in v zgodnjem sodobnem obdobju. Izvira iz mestne občine Mantova v povezavi s cesarskim vikariatom. Od leta 1433 je območje oblikovalo mejno grofijo Mantova. Od leta 1530 je bilo vojvodstvo. Območje je obvladovala družina Gonzaga. Postala je del neposrednega območja avstrijske habsburške prevlade v Lombardiji v 18. stoletju.

## Vzpon in razcvet
Henrik VII. je razglasil Rinalda Bonacolsija (Passerina) za cesarskega vikarja. Leta 1329 je cesar Ludvik Bavarski dal vikariat  Ludovicu I. Gonzagi, ki je nato razširil oblast na Mantovo. Leta 1403 ga je Vaclav IV., češki kralj, razglasil za mejnega grofa, kar je njegov naslednik, Sigismund Luksemburški, leta 1433 potrdil za Gianfrancesca I. Gonzago. 
Podobno kot Modena je tudi Mantova imela vlogo varovalnega območja. Bila je na strateško pomembni legi med Milansko vojvodino, vojvodino Parma - Piacenza, vojvodino Modeno, papeško državo, vojvodino Ferraro in  Beneško republiko. V bistvu je zavzemala osrednji, rodovitni del Padske nižine.
Še posebej v obdobju Isabelle d'Este, poročene z Gianfrancescom II. Gonzago, je dvor v Mantovi postal eden najpomembnejših pokroviteljev umetnosti v Evropi.

## Opiranje na Habsburžane
V 16. stoletju je bila Mantova tesno povezana s Habsburžani. Leta 1508 je mejni grof Gianfrancesco II. Gonzaga sodeloval s kambrejsko zvezo proti Benetkam. Zaradi priznane podpore družine Gonzaga tej politiki je Karel V. Federica II. Gonzago leta 1530 razglasil za vojvodo. Med letoma 1536 in 1559 je bila dodana mejna grofija Montferrat, ki leži med vojvodina Savojo, Milansko vojvodino in vojvodino Parma - Piacenza. Za cesarja so vodje Mantove nadzirali severovzhodno in zahodno Italijo. Poskusi združitve milanske vojske niso bili uspešni. Družina Gonzaga je zato kljub precejšnji blaginji ostala šibka, da bi lahko nadaljevala samostojno politiko.

## Spori zaradi vojvodstva
Vojvoda Karl Emmanuel I. Savojski je med letoma 1613 in 1617 začel vojno z vojvodino Mantovo ali vsaj Montferratom. Tako je naletel na upor Španije, Avstrije in Benetk ter se je moral odpovedati temu poskusu.
Ko je leta 1627 glavna veja družine Gonzaga izumrla, je cesar Ferdinand II. poskušal ohraniti vojvodino Mantova in Montferrat kot fevd. To je povzročilo vojno za nasledstvo v Mantovi 1630/31 s Francijo. Za Francijo je bil nadzor nad Mantovo in Montferratom zelo pomemben, saj bi lahko v severni Italiji dobila pomemben položaj oblasti. Spor, v katerega so bili vpleteni med drugim tudi Savojci in druge države, se je odvijal brez upoštevanja civilnega prebivalstva. Leta 1630 je Mantovo osvojila cesarska vojska, vendar je cesar moral odstopiti leta 1631 zaradi tridesetletne vojne v Nemčiji. Država je nato prešla na stransko vejo družine Gonzaga, vojvode Nevers. Ti so morali dati del vojvodine Montferrat Savoji. Vojvodina Mantova je med nasledstveno vojno izgubila tri četrtine prebivalcev in spor je zapustil popolnoma neurejene državne finance. Že v 1680-ih je vojvodina morala prodati strateško pomemben kraj Casale Monferrato Franciji.

## Konec
V španski nasledstveni vojni je cesar Leopold I. napadel vojvodino Mantova, saj se je zadnji vojvoda Ferdinando Carlo Gonzaga - Nevers postavil na stran Francije. Območje je bilo združeno z že habsburško Milansko vojvodino. Preostanek Montferata je leta 1703 pripadel Savoji.

## Verdi
Verdijeva opera Rigoletto je bila predstavljena v Mantovi.

## Vladarji

### Veja Gonzaga
1. Ludovico I. Gonzaga (1268–1360), vodja ljudstva (capitano del popolo) v Mantovi med 1328 in 1360)
2. Guido (1290–1369, vodja ljudstva 1360–1369, grof Mantove od 1362)
3. Ludovico II. (1334–1382, vodja ljudstva med 1369 in 1382)
4. Francesco I. (1366–1407, vodja ljudstva med 1382 in 1407)
5. Gianfrancesco I. (1395–1444, vodja ljudstva in markiz med 1407 in 1444 in mejni grof Mantove od 1433 do 1444)
6. Ludovico III.  imenovan  Turek (il Turco) (1412–1478, markiz Mantove med 1444 in 1478)
7. Federico I. (1440–1484, markiz Mantove med 1478 in 1484)
8. Gianfrancesco II., tudi Francesco II. (1466–1519, markiz med 1484 in 1519)
9. Federico II. (1500–1540, markiz med 1519 in 1540, vojvoda Mantove od 1500 do 1540)
10. Francesco III. (1533–1550, vojvoda med 1540 in 1550)
11. Guglielmo (1538–1587, vojvoda med 1550 in 1587)
12. Vincenzo I. (1562–1612, vojvoda med 1587 in 1612)
13. Francesco IV. (1586–1612, vojvoda 1612)
14. Ferdinando (1587–1626, vojvoda med 1612 in 1626)
15. Vincenzo II. (1594–1627, vojvoda med 1626 in 1627)

### Veja Gonzaga - Nevers
1. Carlo I. (1580–1637), vojvoda Neversa in Rethela med 1630 in 1637
2. Carlo III. (1629–1665), vojvoda Neversa 1637–1665 in Rethela do 1659
3. Carlo IV. (1652–1708), vojvoda med 1665 in 1708